# Østbanestasjonen

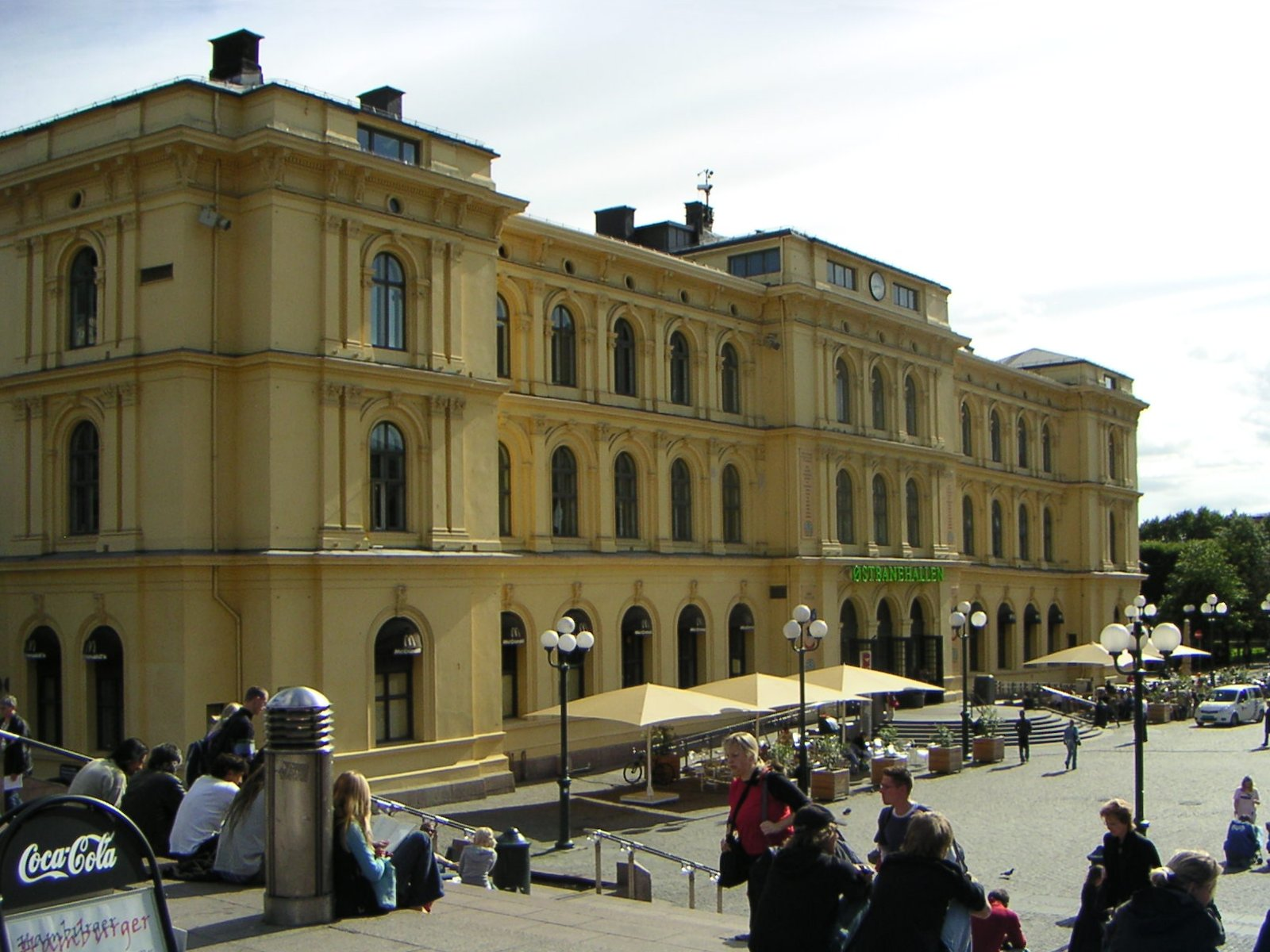
«Østbanestasjonen» på Jernbanetorget.

Østbanestasjonen (i dagligt tal kallad Østbanen) var en järnvägsstation i Oslo som var slutstation för Hovedbanen till Eidsvoll. Stationen, som uppfördes 1854, ligger vid Jernbanetorget. 1980 ersattes den av den nya Oslo Sentralstasjon. Stationen ritades av arkitekterna Heinrich Ernst Schirmer och Wilhelm von Hanno. Den ursprungliga stationsbyggnaden i rött tegel finns kvar, inbyggd i Sentralstasjonen, men utan tornet och den ursprungliga banhallen.

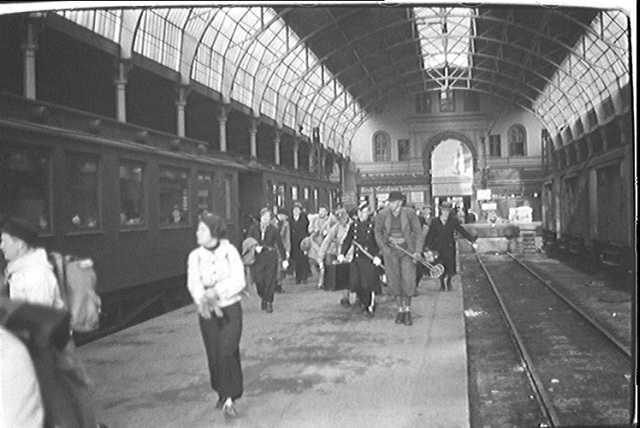
Østbanen invändigt 1936.

Efter att Østfoldbanen hade öppnats byggdes stationen ut. Banhallen förnyades, och mot hamnen och Jernbanetorget uppfördes två nya byggnader i putsat tegel, ritade av arkitekten och lantmätaren Georg Andreas Bull. Denne hade tidigare ritat Vestbanestasjonen. Fasaderna dekorerades i nyrenässansstil. Den utbyggda Østbanestasjonen stod färdig 1882. Det mesta av stationsbyggnaden är bevarat, men banhallen används idag som butikscentrum.